# Wolfgang Haack (Admiral)

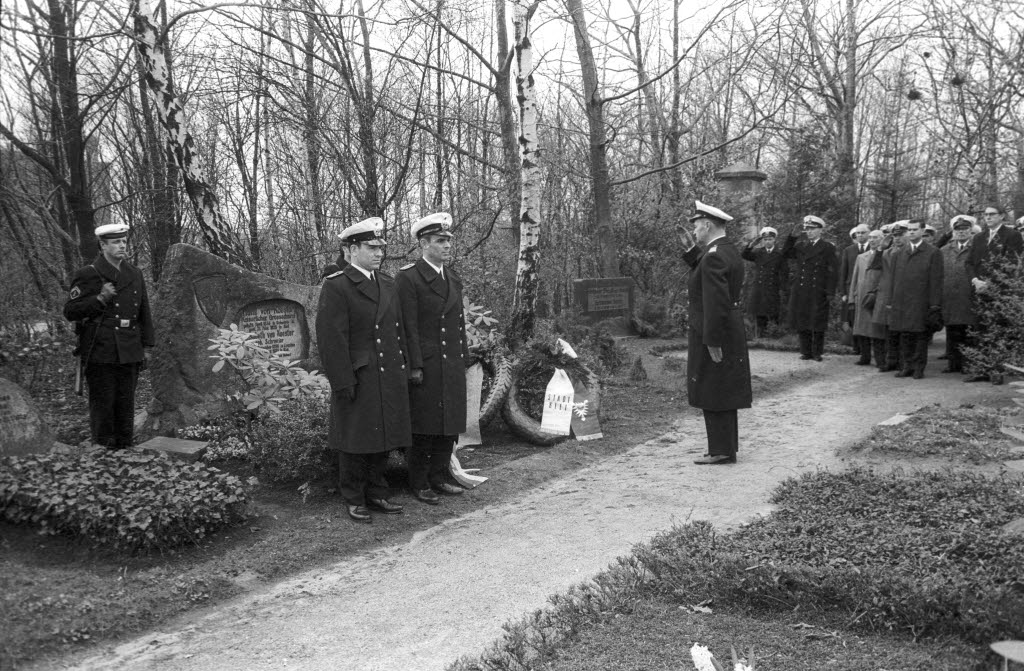
Wolfgang Haack bei der Kranzniederlegung auf dem Nordfriedhof Kiel zum 125. Geburtstag von Großadmiral Hans von Koester am 29. April 1969

Wolfgang Haack (* 16. Januar 1910 in Weißenfels; † 3. April 1991 in Westerholz) war ein deutscher Flottillenadmiral der Bundesmarine.

## Leben
Wolfgang Haack trat am 1. April 1928 in die Reichsmarine ein. 
In der Kriegsmarine war Haack unter anderem von Oktober 1941 bis Januar 1943 Chef der 38. Minensuchflottille. Am 30. Oktober 1942 wurde er mit dem Deutschen Kreuz in Gold ausgezeichnet und in dieser Position Korvettenkapitän. Anschließend übernahm er bis August 1943 die 4. Minensuchflottille. Kurz vor Kriegsende war er Erster Admiralstabsoffizier beim Kommandierenden Admiral Skagerrak. Am 1. März 1945 wurde er mit der Marine-Frontspange ausgezeichnet.
In der Bundesmarine, in die er am 18. Juni 1956 übernommen wurde, wurde er Leiter der Marinesperrwaffenversuchsstelle in Flensburg-Mürwik und ab Juli 1961 Kommandeur der Flottille der Minenstreitkräfte. Anschließend war er von Oktober 1964 bis Oktober 1965 Kommandeur des Marinewaffenkommandos. Als im Oktober 1965 daraus der Admiral der Marinewaffen gebildet wurde, übernahm Haack, nun als Flottillenadmiral, diese Dienststellung bis September 1966. Ab Oktober 1966 wurde er mit der Einrichtung Kommandeur des Marineabschnittkommandos Nordsee, kam dann mit der Einrichtung im Februar 1967 als Kommandeur zur Marinedivision Ostsee. Bis September 1969 blieb er in dieser Kommandierung und ging in den Ruhestand.
Am 12. März 1970 wurde er mit dem Verdienstkreuz 1. Klasse ausgezeichnet.